# Ассарий
Ассарий, асарион (греческий ἀσσάριον) — принятое в Греции и на Востоке название римского асса. Античные государства в Северном Причерноморье (Херсонес Таврический, Тир, Ольвия, Пантикапей) во II—III веках чеканили медные монеты номиналом 1, 2, 3 и 4 асариона, которые обозначались четырьмя первыми буквами алфавита — (греч. А, В, Г и Δ соответственно).
Название асарион в научной литературе также используется для обозначения литой бронзовой монеты греческой колонии Ольвия, выпускавшейся в V—IV веках до н. э. (настоящее её название неизвестно, однако метрологически и по технике изготовления она подобна отдельным выпускам римских монет aes grave, поэтому её условно называют асарионом).

## Провинциальный вариант древнеримского асса
Ассарий был номинальным обозначением маленькой монеты из бронзы в грекоязычных провинциях в Римской империи и использовался для местных и региональных платежей.
Возможно, в каких то случаях, он соответствовал римскому ассу, но по крайней мере, не всегда он был сопоставим по стоимости. Как и Асс, по латинскому варианту названия — ассариус (в современной литературе может называться Ассарион), также был задуман в кратных вариантах, например, как Ди-Ассарион (двойной ассарион). Чеканка всех провинциальных номиналов завершилась монетной реформой императора Диоклетиана, с которой была унифицирована вся римская чеканка.

## Дизайн
Дизайн ассария значительно отличался от аса чеканенного в провинциях, находящихся под латинским влиянием. На заключительном этапе ассарий имел значительно меньший диаметр, чем ас, но по сравнению с ним гораздо более толстый фланец. Эти монеты напоминают так называемые тетрадрахмы, которые были отчеканены на заключительном этапе их изготовления в римской провинции Египет и были значительно уменьшены в диаметре и стоимости по сравнению с исходными тетрадрахмами, сделанными из серебра в греческие времена. Обе деноминации ассария изображали портрет императора на аверсе. На задней части ассария преобладали мотивы с местными традициями. Вместо латыни на этих монетах есть надписи на греческом языке.